# Lędzianie

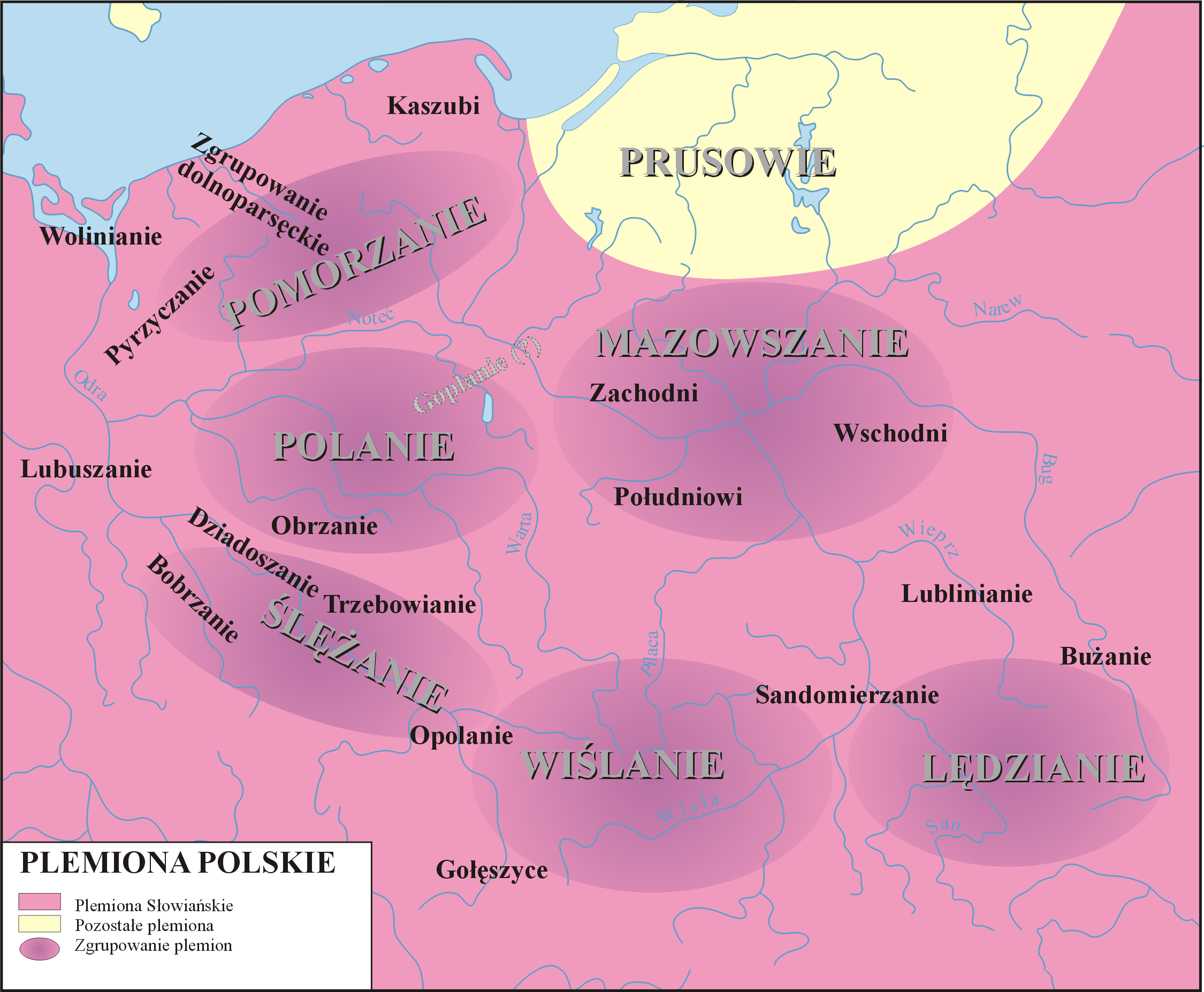
Terytorium na którym zamieszkiwali Lędzianie

Lędzianie, także Lachowie, Lędzanie, Lędzice, Lendisi, Lendzaninoi, staronormańskie Laesa, Laesar (1031), staroruskie Лѧхъ (Lęch/Ljach/Lach) (1115) – zachodniosłowiańskie plemię lechickie zamieszkujące tereny pogranicza dzisiejszej Polski i Ukrainy.

## Nazwa plemienia
Lędzianie (*lędo + *ěninъ) pochodzi z prasłowiańskiego oraz staropolskiego słowa „lęda” oznaczającego obszar, równinę, pole nieuprawne przeznaczone lub nadające się pod uprawę roli. Nazwa plemienia wywodzi się bezpośrednio z gospodarki żarowo-wypaleniskowej polegającej na wycinaniu i wypalaniu lasów w celu przygotowania terenu pod pola uprawne. Zgodnie z tym znaczeniem Lędzianin oznaczał rolnika, „wypalacza lasów”.
Geograf Bawarski zapisał tylko Lendizi. Lędzianie, czy Lędzienie jest tylko odtworzeniem zaproponowanym przez Tadeusza Lehra-Spławińskiego w pracy „Lędzice—Lędzianie—Lachowie”, który twierdził w latach 50. XX wieku, że nazwa Lendizi pochodzi od Lędzian. Nie jest to pogląd powszechnie obowiązujący.

## Historia
Przed okresem wędrówek ludów tereny zajmowane później przez Lędzian były zasiedlone przez ludy kultury przeworskiej i puchowskiej, utożsamiane zazwyczaj ze związkiem plemiennym Lugiów.
W 879 (według informacji zawartych w powstałym dwieście lat po opisywanych wydarzeniach dokumencie praskim) ziemie lędziańskie weszły w skład Wielkich Moraw.
W Geografie Bawarskim (napisanym prawdopodobnie w latach 844/845) Lędzianie występują pod nazwą Lendizi i posiadają 98 grodów. W pierwszych dziesięcioleciach X wieku Lędzianie dostali się prawdopodobnie pod kilkuletnie wpływy koczowniczych Madziarów.
Cesarz Konstantyn VII Porfirogeneta w swoim dziele „De Administrando Imperio” umieszczał plemię Lędzian na obszarze dzisiejszego Wołynia i nazywał je „Lendzanenoi” bądź 
„Lendzeninoi”. Według niego lud ten składał coroczny trybut Rusi, ale nie zaliczał go do plemion ruskich (wschodniosłowiańskich).
Dokument praski zdaje się wskazywać, że po klęsce Węgrów na Lechowym Polu w 955 zwierzchnictwo nad Lędzianami przejęło państwo czeskie, jednak jest to informacja nader wątpliwa – nic o tym nie wspomina m.in. ruski kronikarz Nestor w swoich kronikach pod nieco późniejszymi datami. W latach 70. X wieku tereny Lędzian, po ich złączeniu z nowo powstałym organizmem państwowym Mieszka I, weszły w skład państwa polskiego. W 981 Lędzianie zostali podbici przez Ruś Kijowską – po zajęciu przez ruskiego księcia Włodzimierza należących do Polski Grodów Czerwieńskich. Tereny lędziańskie w 1018 roku odzyskał Bolesław Chrobry podczas powrotu z wyprawy kijowskiej. Co nastąpiło dalej pisze Nestor pod rokiem 1031: Owego roku Jarosław i Mścisław zebrali mnogie woje, poszli na Lachy i owładnęły grody czerwieńskie napowrót. I zawojowali ladzką ziemię i uprowadzili mnogie Lachy i między siebie ich rozdzielili. A Jarosław osadził swoich. W roku 1030 wojska ruskich Rurykowiczów zajęły Bełz, a w następnym roku w wyniku wyprawy Jarosława Mądrego i Haralda III inne grody Lachów aż po San. Polacy na krótko odzyskali tereny te jeszcze za panowania króla Bolesława Szczodrego (lata 1077–1086), po czym trafiło one pod panowanie książąt ruskich, zwłaszcza halicko-włodzimierskich. Po śmierci księcia Romana Halickiego w bitwie pod Zawichostem przejściowo władał nimi król Węgier Andrzej II, a następnie książę i król Rusi Daniel Halicki i jego następcy z rodu Romanowiczów. Lata 1256–1340 to zależność tych terenów od Złotej Ordy.
Pod panowaniem ruskim Lędzianie ulegli całkowitej rutenizacji. Zaczęła się ona w 1031 od przesiedlenia przez Jarosława Mądrego znacznej części ludności lędziańskiej nad rzekę Roś na Naddnieprzu (gdzie długo zachowywała ona swą odrębność etniczną). Rutenizujący wpływ miała również działalność cerkwi prawosławnej metropolii kijowskiej. Najsilniejszym czynnikiem rutenizującym była jednak ciągła, intensywna imigracja ludności wschodniosłowiańskiej, uchodzącej przed najazdami tatarskimi i ciągłymi wojnami domowymi gnębiącymi Ruś na względnie bezpieczne tereny lędziańskie. Po otruciu w 1340 przez bojarów ruskich ostatniego z książąt halicko-wołyńskich Bolesława Jerzego II  ziemie te ponownie zostały inkorporowane w skład terytorium polskiego dzięki polityce wschodniej Kazimierza Wielkiego, jednak jeszcze do 1387 były przedmiotem wojen i politycznej rywalizacji Polski, Litwy i Węgier, by ostatecznie w 1387 ulec podziałowi między Polskę (Ruś Czerwona) i Litwę (Wołyń).

### Obszar plemienny

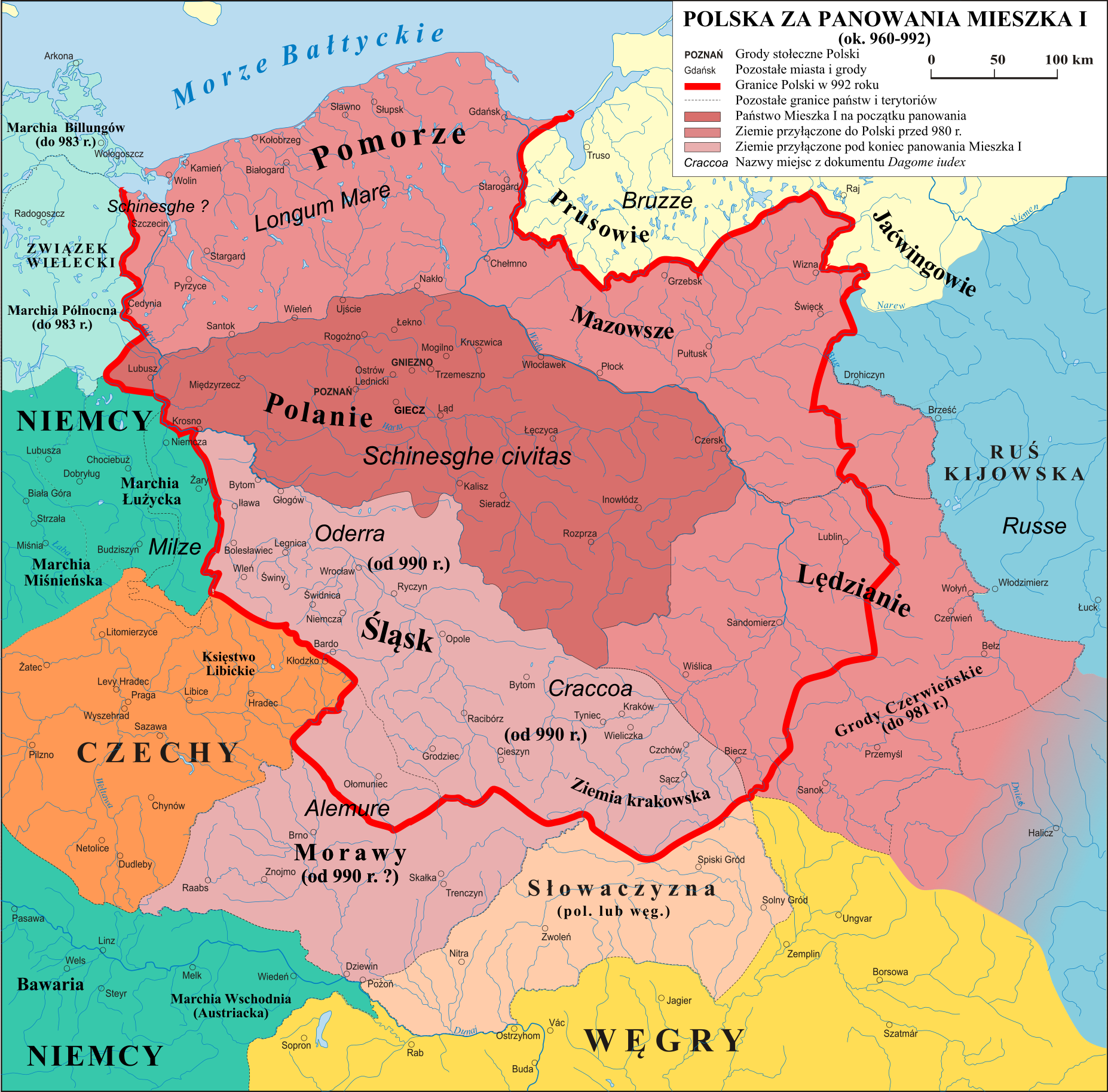
Przypuszczalny zasięg państwa Polan na początku panowania Mieszka I i ziemie przyłączone przez tego władcę. Zaznaczono hipotetyczny obszar zamieszkania plemienia Lędzian.

Do dzisiaj nie jest jasne, jakie były granice obszaru plemiennego Lędzian. W miarę zgodnie przyjmuje się tylko, że na zachodzie opierały się najdalej o rzeki Wieprz i Wisłok. Brak natomiast wiadomości pozwalających na ustalenie wschodniej granicy zasięgu Lędzian. Niewątpliwie ich ziemie obejmowały dorzecza górnego i częściowo środkowego Bugu oraz górnego Sanu. Jest bardzo prawdopodobne, że tereny osadnicze Lędzian sięgały obszaru górnego Dniestru, o czym świadczą występujące tu archaiczne, zachodniosłowiańskie nazwy rzek i niektórych miejscowości. Niektórzy historycy twierdzą, że Lędzianie mogli obejmować swym zasięgiem tereny nad Styrem i między Bugiem a Prypecią.
Jedynym źródłem pisanym, które zdaje się przekazywać informacje o wschodnim zasięgu Lędzian, jest Dokument Biskupstwa Praskiego. Wymienione tam rzeki graniczne biskupstwa to nie budzący wątpliwości Bug oraz Ztir, której nazwa nie jest do końca jasna.
Przyjmuje się powszechnie, że kryje się pod nią Styr. Jednak określona zgodnie z taką interpretacją granica prezentuje się bardzo nieczytelnie, wątpliwie i fragmentarycznie.
Istnieje natomiast możliwość, że nazwa Ztir oznacza rzekę Stryj – spory prawy dopływ Dniestru. Rzeka ta występowała w kronikach pod różnymi nazwami (Stryg, Stry, Stryj, Strig, Strigenses, Stryi, Strey, Striig, Strya, Sthryensis, Sthrya, Stryei, Stri), więc jest niewykluczone, że innym wariantem tej nazwy jest Ztir. Zwłaszcza forma Stri wydaje się bliska występującej w dokumencie nazwie Ztir. Gdyby ta interpretacja była trafna, granica wschodnia obszaru zajętego przez Lędzian biegłaby wzdłuż rzeki Stryj do Bugu, a następnie wzdłuż Bugu.
W dawniejszej historiografii interpretowano Dokument Biskupstwa Praskiego jeszcze inaczej – uznając za rzeki graniczne Styr i górny Boh, a nie Bug. Tak uważał znany polski historyk Henryk Paszkiewicz. Przesuwałoby to granicę lędziańską daleko ku wschodowi.
Nestor wspomina oprócz grodu Czerwień drugi gród o nazwie „Peremyszl”. Jest to ruska nazwa Przemyśla, więc gród ten uznaje się za tożsamy z Przemyślem. Jednak – biorąc pod uwagę możliwość częstej u średniowiecznych kopistów omyłki bądź konfabulacji – jest możliwe, że gród „Peremyszl” z kroniki Nestora to nie Przemyśl, lecz Peremyl nad górnym Styrem, co dobrze koresponduje z Dokumentem Biskupstwa Praskiego.
Obecnie przeważa pogląd wypracowany przez Józefa Widajewicza, że wschodnia granica ziem Lędzian biegła górnym Dniestrem do rzeki Wereszycy, następnie wzdłuż Wereszycy, w jej górnym biegu skręcała aż do Styru, wzdłuż którego biegła na krótkim odcinku by wreszcie powrócić na linię Bugu. Z kolei według badań Gerarda Labudy zasięg Lędzian sięgał Bugu, Złotej Lipy i ziem na wschód od Halicza, na co dowodem mają być zachodniosłowiańskie toponimy na tych terenach. 
Znamy dwóch naczelników plemiennych Lędzian: Wysza/Βουσεβούτζη (Konstantyn VII Porfirogeneta) oraz Włodzisława (ruski latopis z 944).
Na obecnym terytorium Polski obszarem plemiennym Lędzian jest z pewnością ziemia chełmska, ziemia sanocka, ziemia przemyska i Zamojszczyzna. Przemyśl był jednym z ich grodów naczelnych. Jeśli chodzi o Czerwień, od którego powstał termin Grody Czerwieńskie, a następnie Ruś Czerwona to identyfikuje się go z grodami odkrytymi w Czermnie, Guciowie albo z jednym z grodów w okolicach Sanoka (np. w Trepczy). W okolicach Hrubieszowa odkryto gród w Gródku, który dawniej nosił nazwę Wołyń. Od niego wywodzi się nazwa Wołynianie. Ponieważ był to gród lędziański, powstaje problem relacji pomiędzy Lędzianami a Wołynianami. Poza granicami Polski (od 1951 roku) leży Bełz, który również uznaje się za gród lędziański.
Dawna historiografia polska umieszczała gród Czerwień dalej na wschodzie w dorzeczu Dniestru (obecny Czerwonogród) bądź w okolicach Halicza lub Zaleszczyk. W północnej części województwa lubelskiego (powiat rycki) znajdują się miejscowości Lendo Wielkie i Lendo Ruskie. W miejscowości Stężyca (powiat rycki) znajduje się wzgórze zwane Lędzicą. Według K. Kurzypa wzgórze to znajduje się w miejscu dawnego grodu obronnego. Zasięg wschodniej granicy terytorium Lędzian pokrywa się w znacznym stopniu z wschodnią i południową granicą występowania wcześniejszej kultury przeworskiej i wielbarskiej.

### Źródła wymieniające Lędzian
- Geograf Bawarski (843) – Lendizi – (33) na mapie
- Konstantyn VII Porfirogeneta (912–959) – Lendzanenoi, Lendzeninoi (λενζανἦνοι, λενζενινοι)
- Josippon (kronika żydowska, ok. 890–953) – Lz’njn
- Nestor (XI w., pod datą 981) – Lachy
- Kinamos (Bizancjum, XI w.) – Lechoi[potrzebny przypis], Λέχων/Lechon[9]
- Al-Masudi (kronikarz arabski ok. 940) – Landzaneh)

## Znaczenie terytorium Lędzian dla Polski, Rusi i Węgier
Lędzianie jako to plemię, od którego wywodzi się jedna z nazw określających Polaków mają swoje miejsce w polskiej historiografii. Mają też pewne znaczenie jako najdalej wysunięte na wschód plemię zachodniosłowiańskie w kontekście poszukiwanej granicy między etnosami Słowian Zachodnich i Wschodnich.

### Wpływy piastowskie
W najstarszej kronice kronikarza ruskiego Nestora z roku 981 znajduje się pierwsza wzmianka o terenach, na których położone były siedziby Lędzian; poszedł Włodzimierz na Lachów i zajął im grody ich Przemyśl, Czerwień i inne grody mnogie, które i do dziś są pod Rusią. W czasie wyprawy wojennej w 1018 r. odbił te tereny Bolesław Chrobry. Polska ponownie utraciła je w roku 1031. Na krótko podporządkował sobie te tereny Bolesław Śmiały (lata 1077–1086), po czym trafiły one pod panowanie książąt ruskich, wchodząc w XIII wieku w skład Rusi Halicko-Włodzimierskiej (Księstwo halicko-wołyńskie).

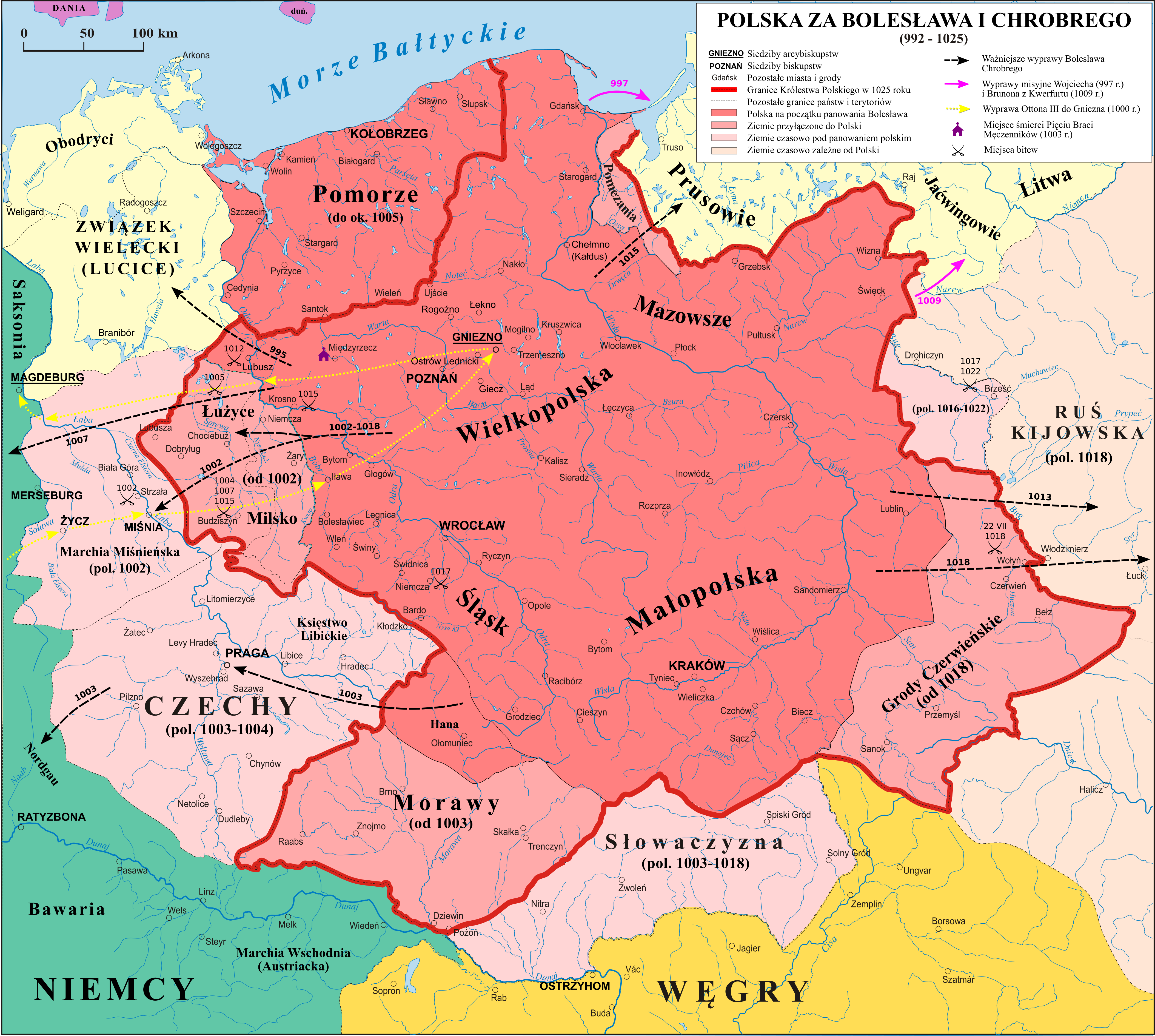
Polska w okresie panowania Bolesława Chrobrego

### Wpływy Rusi
Po podboju ziem lędziańskich przez Włodzimierza I, w okresie kiedy w Przemyślu panował Ruryk Rościsławowicz (1087), a potem jego następcy Wołodar (zm. 1124), Jarosław Ośmiomysł (zm. 1187), wszyscy z dynastii Rościsławiczów, a następnie książęta haliccy Roman (zm. 1205), Daniel (zm. 1264), Lew (zm. 1301), aż do ostatnich książąt halicko-włodzimierskich: Jerzego (zm. ok. 1308), Andrzeja (zm. ok. 1323) oraz Lwa II (zm. ok. 1323) na dawnym terytorium lędziańskim ukształtował się organizm Rusi Halicko-Włodzimierskiej. Było to jedno z najsilniejszych oraz najbardziej rozwiniętych cywilizacyjnie państw ruskich oraz najbardziej zbliżone pod względem ekonomicznym i kulturalnym do wzorca zachodnioeuropejskiego. Stolicami Rusi Halicko-Włodzimierskiej były oprócz Halicza, Włodzimierza i Lwowa także Przemyśl w latach 1087–1134 i 1187–1207 oraz Chełm w latach 1237–1272.
W grudniu 1253 Daniel Halicki został w Drohiczynie koronowany przez legata papieża Innocentego IV, opata Opizo z Messano na króla Rusi. Tytułem króla Rusi tytułował się po raz ostatni wnuk Daniela, Jerzy Lwowicz (zm. 1308). Synowie Jerzego: Lew i Andrzej używali tytułu książęcego (odpowiednio – książę halicki i książę włodzimierski).

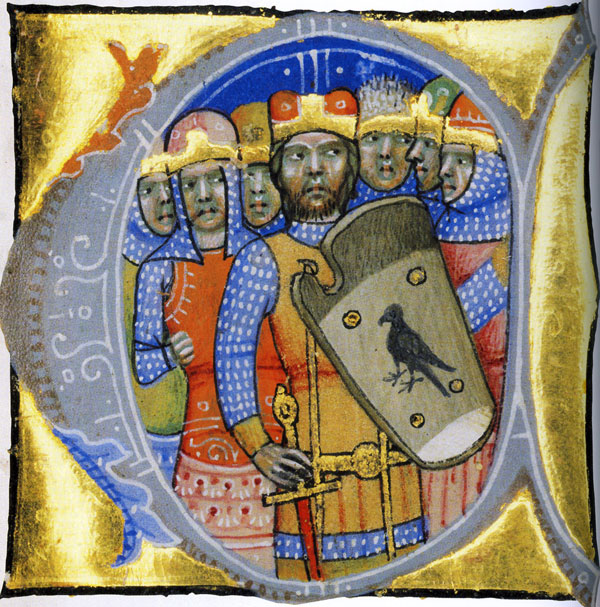
Arpad z rycerzami

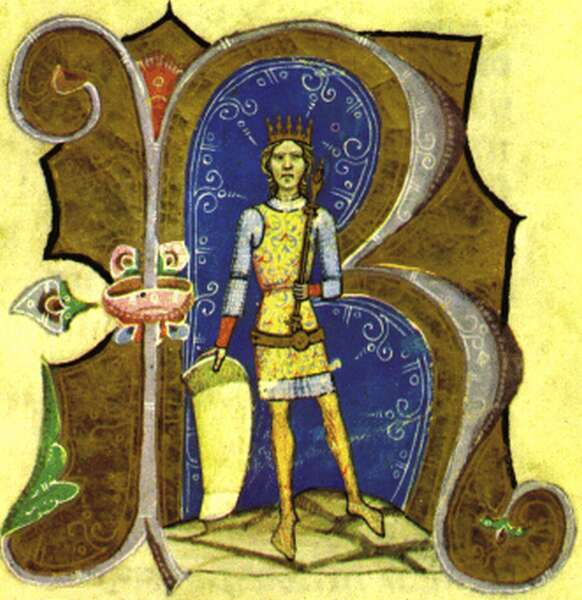
Gejza II, rex Galiciae et Lodomeriae, pierwszy król halicko-włodzimierski

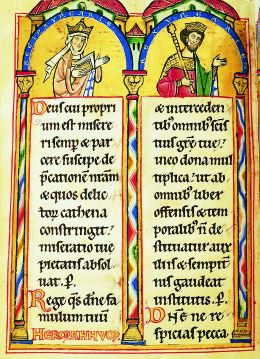
Andrzej II rex Galiciae et Lodomeriae z królową Gertrudą von Andechs-Meranien

### Wpływy węgierskie
Dawne terytorium Lędzian odegrało również znaczną rolę w historii Węgier. U Geografa Bawarskiego (r. 845) Węgrzy występują pod łacińską nazwą Ungare. Jeszcze do 898 panowali w staroruskim grodzie Halicz, biorąc w niewolę wielu Słowian. Ich obecność w tym miejscu można powiązać z początkiem likwidacji państwa wielkomorawskiego.
Zapis w kronikach ruskich z roku 1150, mówi, że król węgierski Gejza II przeszedł góry i wziął gród Sanok i posadnika jego i wiosek w Przemyskiem wiele zajął. W roku 1202 dochodzi w Sanoku do spotkania króla węgierskiego Emeryka z księżniczką ruską. W roku 1231 książę ruski Włodzisław Jurewicz, udaje się do Sanoka worot uhorskich. Następnie już od początku XIII stulecia władcy węgierscy próbowali usadowić się ponownie na terenach Rusi Halickiej co po raz pierwszy powiodło się w roku 1214 dzięki układowi Leszka Białego z Andrzejem II królem Węgier, oraz wcześniejszą wyprawą Piastowicza na Włodzimierz w roku 1204. W tym też roku Węgrzy zaatakowali Ruś, która opowiedziała się po stronie Konstantynopola. Leszek Biały na krótko opanował jeszcze ziemię przemyską w latach (1214–1227), natomiast Koloman syn Andrzeja II zasiadł na tronie Rusi żonaty z córką Leszka Salomeą. Nie utrzymał się tam jednak długo, już w roku 1218 Węgrzy zostali wyparci z Halicza i księstwa. Król Andrzej II ponownie w latach 1227–1234 sięgnął po władzę nad Rusią Halicko-Włodzimierską i po raz drugi nie zdołał jej utrzymać.
Po raz kolejny zjednoczył je z królestwem węgierskim Ludwik Wielki. Objąwszy w roku 1370 tron polski, początkowo odseparował on Ruś Halicko-Włodzimierską od Polski nadając ją w lenno piastowi śląskiemu Władysławowi Opolczykowi, który podlegał bezpośrednio dworowi w Budzie, a następnie w latach 1377–1387 ziemie te zostały wcielone do monarchii węgierskiej. Odzyskanie ich oraz długotrwały proces zintegrowania z monarchią polską należy uznać za osiągnięcie Jagiellonów.
Pomimo tych niepowodzeń władcy Węgier wysuwali pretensję do ziem Galicji i Lodomerii jak w zlatynizowanej formie nazwano na dworze węgierskim księstwo halickie i włodzimierskie. Do węgierskich wpływów na ziemi halickiej nawiązuje jej herb czarna kawka , łat. corvinus będąca godłem domu Arpadów oraz liczne nazwy wsi o toponimii węgierskiej, np.
Uherce k. Ustrzyk, Uhrynowce k. Sanoka, Uhryń k. Nowego Sącza, Uhorce k. Złoczowa, Uhorniki k. Stanisławowa, Uhorsk k. Krzemieńca, Uhorska Dolina k. Lwowa, Uhryn k. Czortkowa, Uhryńkowce k. Zaleszczyków, Uhrynów k. Podhajec, Uhrynów k. Sokala, Uhrynów k. Stanisławowa, Uhrynów k. Kałusza itp.

## Lachowie, określenia Polaków w innych językach
Lachowie, Lachy – potoczna nazwa stosowana współcześnie przez Słowian wschodnich (Rosjan, Ukraińców, Białorusinów, Rusinów) oraz przez niektóre ludy tureckie na określenie Polaków jako jednostek lub całości narodu polskiego. Nazwy określające Polaków: wschodniosłowiańska Lach, wołoska i południowosłowiańska Ljach, bizantyjska Lechoi, litewskie określenie Polaków: Lenkas. Nazwy: węgierska Lendiel (Lengyel). Obecnie m.in. w następujących językach używa się alternatywnej nazwy Polski odwołującej się prawdopodobnie do Lechitów: perskim (Lachistan lub Lahestân/لهستان), litewskim (Lenkija), tureckim (Lehistan), węgierskim (Lengyelország), wysokoislandzkim (Læsialand), ormiańskim (Lehastan/Լեհաստան), krymskotatarskim (Lehistan/Лехистан), kurdyjskim (Lêhistan/Леһьстан/لێهستان lub Lohêstan/Лоһестан/لۆهێستان), żmujdzkim (Lėnkėjė) i tadżyckim (Лаҳистон/لهستان/Lahiston).
Wiemy, że już na początku XI wieku nazwą „Laesar” (Lechici) określali Skandynawowie „Polan” gnieźnieńskich.
Według Karola Szajnochy oraz historyków skandynawskich imiona Lach i Wareg oznaczają w językach skandynawskich to samo towarzysza i sprzymierzeńca, forma Lach nosi jednak cechę daleko starszą od nazwy Wareg (IX w.).
Kronika polsko-węgierska podaje: Hodie enim et adhuc in linguagio Hungarico Poloni dicuntur Langel, id est milites, stipendiarii, militares, pugnatores optimi – węgierski Lendiel miałby więc oznaczać żołnierza, najemnika, walecznego wojownika – choć autor prawdopodobnie skojarzył z węgierskim legény, oznaczającym wojaka, towarzysza. Wersja węgierska też zdaje się wskazywać (podobnie jak litewska) na pierwotną wersję z nosowym ę.
W XIII-wiecznej kronice wielkopolskiej eponim Lech założyciel państwa i protoplasta narodu „Lechitów”. Sam fakt umieszczenia go w Gnieźnie jak założyciela grodu, a nie w Poznaniu, który był wówczas centrum wielkopolskich dążeń zjednoczeniowych, mógł być spowodowany legendarnymi przekazami o czynach Lestka, dziadka Mieszka I, który rozpoczął wznoszenie struktur państwa piastowskiego w pierwszych dziesięcioleciach X wieku. Wymienione w źródłach nazwy Licikavici (Widukind z Korbei) – oznaczająca poddanych Mieszka oraz Litzyke(Konstantyn Porfirogeneta) – użyta do określenia mieszkańców kraju znad Wisły. Należy jednak pamiętać, że Konstantyn VII użył terminu Λιτζίκη przy opisie Zachlumian/Serbów, których książę, wspomniany wyżej Βουσεβούτζη, miał pochodzić od plemienia znad Wisły zwanego Litzyke/Litzike/Litziki (lub Wisła zwać się). Bizantyjczyk wspomina również i bezpośrednio o samych Lędzianach (Lendzaninoi lub Lendzeninoi, w oryginale Λενζενίνοις), których umiejscawia pomiędzy Pieczyngami, Uliczami, Krywiczami, na zachód od Drewlan, a którzy mieli być trybutariuszami Rusi. Liczni Leszkowie znajdujący się w kronice Wincentego Kadłubka również mogą być odbiciem jakichś wspomnień historycznych związanych z tym półlegendarnym władcą.
W XI-wiecznej kronice Nestora nazwa „Lachy” obejmować może wszystkich Słowian Zachodnich z wyjątkiem Czechów i plemion słowackich. Nestor stwierdza, że z „Lachów” wyodrębniło się wiele plemion, jak Polanie, Pomorzanie, Mazowszanie oraz Lutycy. Według Nestora z Kijowa protoplastami Lachów byli Biali Chorwaci. Nestor opisuje w swojej Powieści minionych lat z 1113 roku w części drugiej „O narodach słowiańskich”, jak to we wczesnym średniowieczu Biali Chorwaci, Serbowie i Chorutanie (zapewne chodzi tu o część tych plemion, a nie całość) w wyniku najazdu Włochów przenieśli się ze swoich naddunajskich terenów i osiedli nad Wisłą przezwawszy się Lachami. A ci następnie przezwali się Polanami, Lucicami, Mazowszanami, Pomorzanami.
Во мнозѣхъ же времѧнѣх. сѣли суть Словѣни по Дунаєви . гдѣ єсть нъıне Оугорьска землѧ . и Болгарьска . [и] Ж ѿ тѣхъ Словѣнъ разидошасѧ по землѣ . и прозвашасѧ именъı своими . гдѣ сѣдше на которомъ мѣстѣ . ꙗко пришедше сѣдоша . на рѣцѣ имѧнемъ Марава . и прозвашасѧ Морава . а друзии Чеси нарекошас̑. а се ти же Словѣни Хровате Бѣлии . и Серебь . и Хорутане . Волхомъ бо нашедшемъ на Словѣни на Дунаискиꙗ . [и] Ж сѣдшемъ в них. и насилѧщемъ имъ. Словѣни же ѡви пришедше сѣдоша на Вислѣ . и ||л.3|| прозвашасѧ Лѧхове . а ѿ тѣхъ Лѧховъ прозвашасѧ Полѧне . Лѧхове . друзии Лутичи . ини Мазовшане ини Поморѧне.
„Po mnogich zaś latach siedli byli Słowianie nad Dunajem, gdzie teraz ziemia węgierska i bułgarska. I od tych Słowian rozeszli się po ziemi i przezwali się imionami swoimi, gdzie siedli na którym miejscu. Tak więc przyszedłszy, siedli nad rzeką imieniem Morawa i przezwali się Morawianami, a drudzy Czechami nazwali się. A oto jeszcze ciż Słowianie: Biali Chorwaci i Serbowie, i Chorutanie. Gdy bowiem Włosi naszli na Słowian naddunajskich i osiadłszy pośród nich ciemiężyli ich, to Słowianie ci przyszedłszy siedli nad Wisłą i przezwali się Lachami, a od tych Lachów przezwali się jedni Polanami, drudzy Lachowie Lucicami, inni – Mazowszanami, inni – Pomorzanami.”

## Koncepcje o entnogenezie
W XVIII i XIX wiekach toczyła się dyskusja na temat pochodzenia Lachów, których utożsamiano z Lechitami, więc z wszystkimi Polakami lub z ich klasą rządzącą (szlachtą). Pojawiły się różne koncepcje. Część uczonych uważała ich za lud rdzennie słowiański, ale obecne były również teorie o obcym pochodzeniu.
W pierwszej połowie XIX wieku obecny był pogląd, że Lachowie wywodzili się z Kaukazu, a ich przodkami byli tamtejsi Lakowie lub Lezgini. Pogląd taki wyrażał min. Adam Mickiewicz. Pojawiały się też teorie, że byli oni z pochodzenia Celtami lub przybyli znad Łaby.
Inną koncepcję, opartą przede wszystkim na dowodach językowych, przedstawił historyk Karol Szajnocha w swojej pracy Lechicki początek Polski z 1858 roku. Według Szajnochy Lechici/Lachowie byli wojownikami pochodzenia skandynawskiego, którzy dokonali najazdu na ziemie Słowian, podporządkowali je sobie i utworzyli klasę rządzącą, która dała początek późniejszej szlachcie. Wywodził on słowo Lach z języków skandynawskich i wiązał je ze słowem oznaczającym towarzysza (i towarzystwo), pisanym jako lag, lage, a wymawiane jako lach.
W XX wieku przeważało przekonanie o słowiańskim pochodzeniu Lędzian/Lachów.

## Współcześnie
Jeszcze na początku lat 20. XX wieku wśród niektórych historyków polskich proklamowano przeciwstawienie się zacieraniu odrębności ludowej Lachów, którzy według poglądów tych uczonych zajmowali równie istotne miejsce w historii społeczno-etnograficznej Polski jak inne ludy polskie.
Współcześnie niektóre grupy etnograficzne z południowej Polski określają się mianem Lachów – np. Lachy Sądeckie, którzy znajdują się pomiędzy Góralami i Krakowiakami w rejonie lewego dorzecza Dunajca, od Jazowska do pasma Jaworza i w centrum Kotliny Sądeckiej. W Małopolsce występuje też kilka innych grup etnograficznych z tym desygnatem tj. Lachy Limanowskie, Lachy Szczyrzyckie, Lachy Myślenickie oraz Lachy od Dobrej.